# Abderrahim Zahiri
Abderrahim Zahiri (M'rirt, 1 januari 1996) is een Marokkaans voormalig baan- en wegwielrenner. In 2013 werd hij continentaal wegkampioen bij de junioren.

## Carrière
In februari 2016 nam Zahiri deel aan de tweede Afrikaanse kampioenschappen baanwielrennen, waar hij een bronzen medaille behaalde op de individuele achtervolging. In september behaalde Zahiri zijn eerste UCI-overwinning op de weg door in de eerste etappe van de Ronde van Ivoorkust met een voorsprong van drie seconden op Mohcine El Kouraji als eerste over de streep te komen. De leiderstrui die hij hieraan overhield raakte hij na de vierde etappe kwijt aan El Kouraji, de latere eindwinnaar. Wel schreef Zahiri nog de zesde etappe op zijn naam. Twee weken na afloop van de Afrikaanse etappewedstrijd nam hij deel aan de beloftenkoers op het wereldkampioenschap, waar hij op plek 83 eindigde, op 42 seconden van winnaar Kristoffer Halvorsen.
In februari 2017 nam Zahiri met een nationale selectie deel aan de Challenges de la Marche Verte, een serie van drie eendagskoersen in zijn thuisland. In de GP Sakia El Hamra, de eerste race, finishte hij drie minuten achter winnaar Ahmed Galdoune als dertiende. Twee dagen later werd hij in de GP Oued Eddahab vijftiende, waarna hij in de GP Al Massira als tiende finishte.

## Baanwielrennen

### Palmares
| Jaar | MK | AK                                | WK | Overig |
| ---- | -- | --------------------------------- | -- | ------ |
| 2016 |    | Achtervolging                     |    |        |
| 2017 |    |                                   |    |        |
| 2018 |    | Ploegenachtervolging · Teamsprint |    |        |

## Wegwielrennen

### Overwinningen
2013
 Marokkaans kampioen tijdrijden, Junioren
 Marokkaans kampioen op de weg, Junioren
 Afrikaans kampioen op de weg, Junioren
2014
Bergklassement Ronde van Abitibi
2016
1e en 6e etappe Ronde van Ivoorkust
2017
 Marokkaans kampioen op de weg, Beloften
2018
1e etappe Toscana-Terra di Ciclismo
2019
Jongerenklassement Ronde van Kameroen

### Resultaten in voornaamste wedstrijden
|      | \| Jaar \| \| WK op de weg \| \| ---- \| \| ------------ \| \| 2020 \| \| opgave \| |              |
| Jaar |                                                                                     | WK op de weg |
| 2020 |                                                                                     | opgave       |

## Ploegen
- 2017 –  Unieuro Trevigiani-Hemus 1896
- 2018 –  Trevigiani Phonix-Hemus 1896
- 2020 –  General Store-Essegibi-F.Lli Curia
- 2021 –  General Store-Essegibi-F.Lli Curia

Almeida · Andreev · Cacciotti · Cenghialta · Kolev · Michajlov · Mitev · Molteni · Siddikov · Ravanelli · Roesenov · Tivani · Tsjolakov · Vega · Viejo · Viel · Zahiri · Davila (stagiair) · Muñoz (stagiair)
Arnoult · Betsjkov · Fedeli · Jurado · Kolev · Michajlov · Molteni · Montoya · Nikolov · Peñalver · Tivani · Tsjolakov · Vargas · Zahiri · Zana